# Jaera danubica
Jaera danubica is een pissebed uit de familie Janiridae. De wetenschappelijke naam van de soort is voor het eerst geldig gepubliceerd in 2003 door Brtek.